# Bell 212
El Bell 212 Twin Huey (también conocido como Twin Two-Twelve) es un helicóptero de transporte de tamaño medio, bimotor y con rotor principal de dos palas, derivado del Bell 204/205, para ser empleado en actividades civiles y militares. El Bell 212 se fabricó en las instalaciones de la compañía estadounidense Bell Helicopter en Fort Worth, Texas, aunque en 1988 la producción se trasladó a Mirabel, Quebec, Canadá.
Se produjo una versión derivada del Bell 212 para el mercado militar, conocida como Bell UH-1N Iroquois. Asimismo, el Bell 212 se produjo bajo licencia en Italia, por la compañía Agusta, siendo conocidos estos ejemplares como Agusta-Bell AB 212.

## Diseño y desarrollo

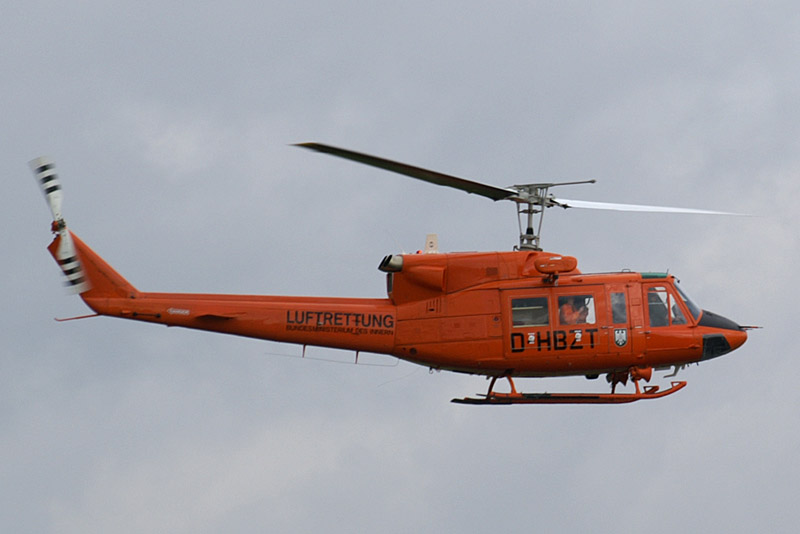
Bell 212 del Ministerio de Interior de Alemania.

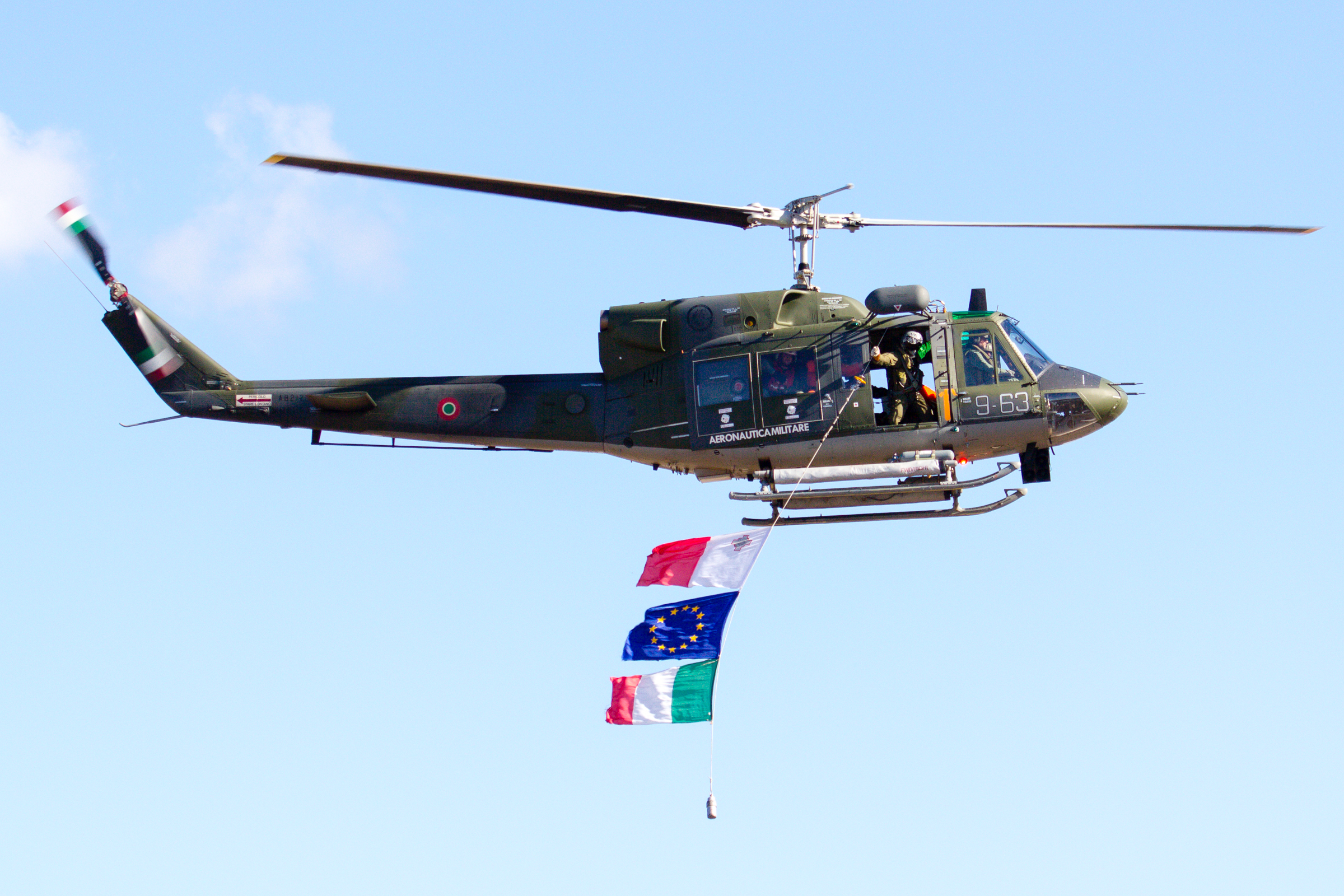
Agusta-Bell AB 212 de la Fuerza Aérea de Italia.

El 1 de mayo de 1968, la Bell Helicopter Company (hoy Bell Helicopter Textron) anunció que, de acuerdo con las negociaciones llevadas a cabo con el gobierno del Canadá y la Pratt & Whitney Canada, se había acordado proceder al desarrollo de un nuevo helicóptero basado en la estructura del Bell Model 205/UH-1H Iroquois (los 10 primeros aparatos de este modelo con destino a las Fuerzas Armadas Canadienses habían sido suministrados el 6 de marzo de 1968, con la designación CUH-1H).
La planta motriz del UH/CUH-1H consistía en un turboeje Avco Lycoming T53-L-13. Las CAF consideraron que la incorporación de motores de doble turboeje aportarían solo ventajas y esto condujo al desarrollo militar inicial del Bell Model 212 y del motor Pratt & Whitney Aircraft of Canadá (PWAC) PT6T destinado al mismo. El programa se inició como una empresa conjunta, financiada por Bell, el gobierno de Canadá y la PWAC.
La característica innovadora de este aparato era su planta motriz, el PT6T Twin-Pac diseñado y desarrollado por la PWAC, que consistía en dos turboejes montados lado a lado, y que accionaban un solo eje de salida mediante una caja de engranajes combinada. En los ejemplares de producción iniciales, este sistema proporcionaba una potencia de salida de 4,66 kW por kg de peso en seco, en comparación con los 4,19 kW/kg del turboeje Lycoming T53, ya desarrollado. Había otra considerable ventaja: tal como se instaló en el Model 212, el PT6T-3 tenía una potencia de despegue limitada a 1290 hp. Caso de producirse el fallo de una de las dos turbinas, medidores de par situados en la caja de engranajes transmitían una señal a la otra turbina para que desarrollara una potencia del orden de 1025 hp a 800 hp, para servir, respectivamente, en caso de emergencia y para funcionamiento continuo.
Las primeras entregas del Model 212 militar se hicieron sin embargo a la USAF en 1970, bajo la designación UH-1N, mientras que el suministro de los UH-1N a la Armada y Cuerpo de Marines estadounidenses comenzó en 1971. El primer CUH-1N (posteriormente designado CH-135) para las CAF se entregó el 3 de mayo de 1971. También se suministraron ocho aparatos a la Fuerza Aérea Argentina y seis a Bangladés.
La estructura es parecida a la del UH-1H Iroquois, con un fuselaje totalmente metálico, tren de aterrizaje tipo patín y un sistema rotor formado por un rotor principal semirrígido bipala, totalmente en metal, y un rotor de cola bipala, también metálico.
El Model 212 también fue fabricado bajo licencia por Agusta, en Italia, con la designación Agusta-Bell AB 212. Estos aparatos eran similares a los construidos en Estados Unidos, pero al igual que había hecho en el pasado, Agusta desarrolló una versión naval especializada en la guerra antisubmarina, designada AB 212ASW, con estructura reforzada, mecanismo de acortamiento de cubierta y turboeje PWAC PT6T-6 Twin-Pac, con 1875 hp de potencia al despegue; las primeras entregas a la Marina italiana tuvieron lugar en 1976.

### Modelo Twin Two-Twelve civil
Simultáneamente se desarrolló el Twin Two-Twelve, versión comercial con capacidad para 14 pasajeros; la principal diferencia con el modelo militar reside en los accesorios de la cabina y en la aviónica. El Twin Two-Twelve consiguió el 30 de junio de 1971 el certificado de tipo de la FAA de transporte de la Categoría A, y más tarde obtuvo el certificado para servicios IFR, lo que exigió un nuevo conjunto de aviónica, un nuevo panel de instrumentos y controles de estabilización apropiados. Fue el primer helicóptero que obtuvo el certificado de la FAA para servicio IFR con un solo piloto y flotadores fijos (junio de 1977). La alta seguridad ofrecida por el motor Twin-Pac estimuló la adquisición del aparato por compañías que dan apoyo en las prospecciones petrolíferas en alta mar y por determinadas industrias, así como por diversas organizaciones de aerotaxis. Ocho helicópteros Model 212 se entregaron a la Junta Aérea Civil de China, en 1979; se trató de un acontecimiento histórico, por ser los primeros aparatos norteamericanos suministrados a la República Popular China.

## Variantes

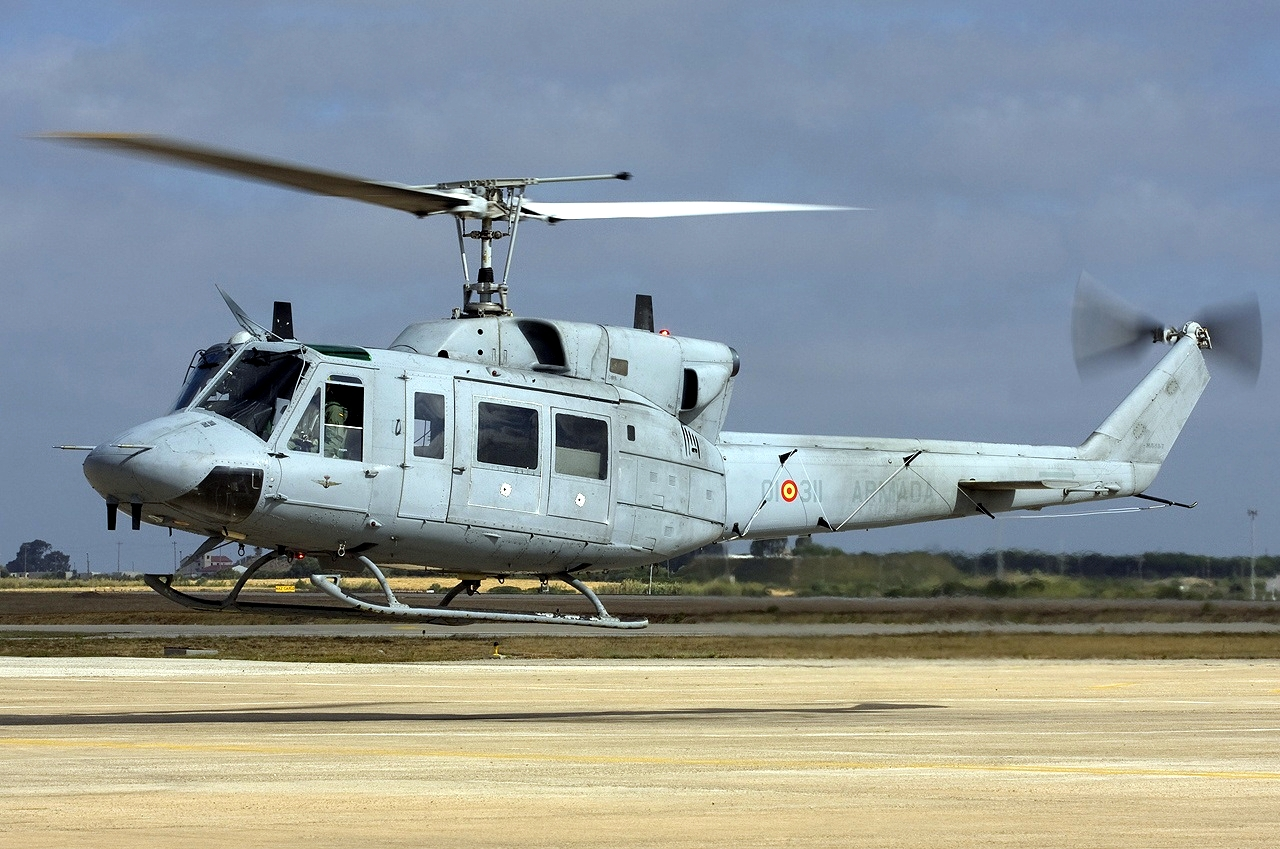
Un Agusta-Bell AB 212 de la Armada Española en el año 2009. La versión militar de este modelo de helicóptero se conoce como Bell UH-1N Iroquois.

Bell Model 212
Designación de la compañía Bell Helicopters para el UH-1N.
Twin Two-Twelve
Versión de transporte utilitario para uso civil. Puede transportar un máximo de 14 pasajeros.
Agusta-Bell AB 212
Versión de transporte utilitario para uso civil o militar. Construido bajo licencia en Italia por Agusta.
Agusta-Bell AB 212EW
Versión de guerra electrónica para Turquía.
Agusta-Bell AB 212ASW
Versión de guerra antisubmarina y guerra antisuperficie del helicóptero AB 212. Operado por la Marina de Italia, la Armada de Venezuela, la Marina de Grecia y la Marina de Guerra Peruana.
Bell Modelo 412
Bell 212 con sistema de rotor semi-rígido con cuatro palas.

## Operadores

### Civiles y gubernamentales
Croacia
- Policía croata[4]

 Colombia
- Policía Nacional de Colombia[5]

 Eslovenia
- Policija[6]

 Estados Unidos

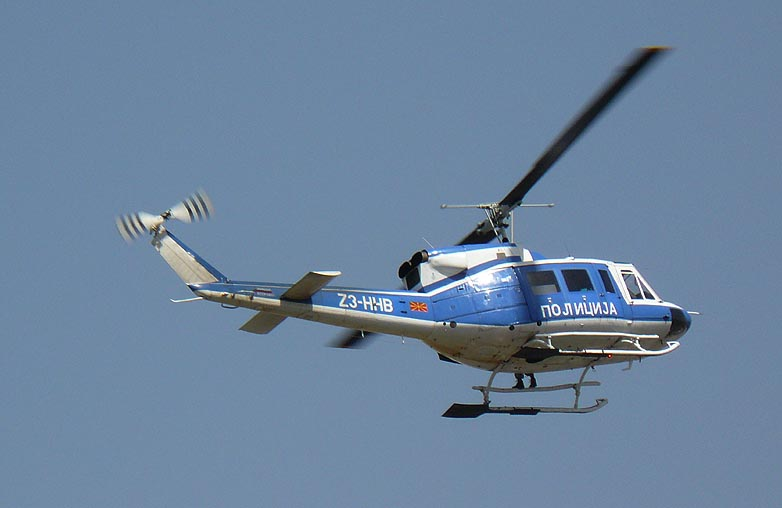
Bell 212 de la Policía macedonia (ahora Policía de Macedonia del Norte) volando sobre Skopje in 2008.

- San Bernardino County Sheriff's Department[7]
- San Diego Fire Department[8]
- Ventura County Sheriff's Department[9]

 Groenlandia
- Air Greenland[10]

 Serbia
- Policía serbia[11]

 Tailandia
- Real Policía tailandesa[12]

## Especificaciones (Bell 212)
Referencia datos: Bell 212 Rotorcraft Flight Manual

### Características generales
- Tripulación: Uno (piloto, 2 para vuelo IFR)
- Capacidad: 14 personas, o carga equivalente
- Longitud: 17,4 m (57,2 ft)
- Diámetro rotor principal: 14,6 m (47,9 ft)
- Altura: 3,8 m (12,6 ft)
- Área circular: 168 m² (1808,4 ft²)
- Peso vacío: 2961 kg (6526 lb)
- Peso cargado: 4763 kg (10 497,7 lb)
- Peso útil: 2038 kg (4491,8 lb)
- Peso máximo al despegue: 5080 kg (11 196,3 lb)
- Planta motriz: 2× turboeje Pratt & Whitney Canada PT6T-3.
  - Potencia: 671 kW (925 HP; 912 CV) cada uno.
- Hélices: Rotor principal y rotor de cola ambos bipala

### Rendimiento
- Velocidad nunca excedida (Vne): 223 km/h (139 MPH; 120 kt)
- Velocidad máxima operativa (Vno): 223 km/h (139 MPH; 120 kt)
- Velocidad crucero (Vc): 186 km/h (116 MPH; 100 kt)
- Alcance: 439 km (237 nmi; 273 mi)
- Techo de vuelo: 5305 m (17 405 ft)
- Régimen de ascenso: 8,9 m/s (1744 ft/min)
- Carga del rotor: 300,5 kg/m²

## Aeronaves relacionadas

### Desarrollos relacionados
- Bell 204/205
- Bell 412
- UH-1 Iroquois
- UH-1N Iroquois
- UH-1Y Venom

### Secuencias de designación
- Secuencia Numérica (interna de Bell): ← 209 - 211 - 210 - 212 - 214/214ST - 222 - 230 →
- Secuencia Z._ (Helicópteros del Ejército del Aire español, 1954-1978): ← Z.15 - Z.16 - Z.17 - Z.18 - Z.19 - Z.20
- Secuencia H._ (Helicópteros del Ejército del Aire español, 1978-presente): ← HR/HA/HRA.15 - HD/HE.16 - HT.17 - HU.18 - HT/HD.19 - HE.20 - HU/HD/HT.21 →